# Narathiwat
Narathiwat é uma cidade no sul da Tailândia, capital da  província de Narathiwat.
A cidade foi criada em 1936, tem uma população de 40.521 (2008), e uma área de 7,50 quilômetros quadrados. A densidade populacional da cidade é 5.402 hab./km².

## Transporte
Narathiwat está conectada com Bangkok por ferrovia. A estação principal da província esta localizada em Tanyongmat, cerca de 20 quilômetros a oeste da cidade de Narathiwat.